# Горній Карин
Горній Карин (хорв. Gornji Karin) — населений пункт у Хорватії, у Задарській жупанії у складі міста Оброваць.

## Населення
Населення за даними перепису 2011 року становило 1125 осіб.
Динаміка чисельності населення поселення:

## Клімат
Середня річна температура становить 13,54 °C, середня максимальна – 26,65 °C, а середня мінімальна – 1,25 °C. Середня річна кількість опадів – 938 мм.
| Клімат поселення                              | Клімат поселення | Клімат поселення | Клімат поселення | Клімат поселення | Клімат поселення | Клімат поселення | Клімат поселення | Клімат поселення | Клімат поселення | Клімат поселення | Клімат поселення | Клімат поселення | Клімат поселення |
| Показник                                      | Січ.             | Лют.             | Бер.             | Квіт.            | Трав.            | Черв.            | Лип.             | Серп.            | Вер.             | Жовт.            | Лист.            | Груд.            |                  |
| Середній максимум, °C                         | 9,04             | 9,49             | 12,25            | 15,47            | 20,30            | 24,07            | 26,65            | 26,21            | 22,15            | 17,65            | 12,37            | 9,61             |                  |
| Середня температура, °C                       | 5,16             | 5,58             | 8,36             | 11,56            | 16,40            | 20,17            | 23,42            | 22,99            | 18,93            | 14,43            | 9,14             | 6,37             |                  |
| Середній мінімум, °C                          | 1,25             | 1,68             | 4,45             | 7,66             | 12,50            | 16,27            | 20,20            | 19,75            | 15,70            | 11,19            | 5,91             | 3,15             |                  |
| Норма опадів, мм                              | 76               | 70               | 73               | 79               | 71               | 64               | 40               | 55               | 96               | 105              | 113              | 96               |                  |
| Середньомісячна швидкість вітру, м/с          | 3.05             | 3.15             | 3.27             | 3.11             | 2.73             | 2.49             | 2.52             | 2.43             | 2.69             | 2.85             | 3.41             | 3.37             |                  |
| Середньомісячна сонячна радіація, кДж/м²·день | 5065             | 7728             | 11343            | 16064            | 20061            | 22404            | 24225            | 21129            | 15553            | 9918             | 5445             | 4331             |                  |
| --------------------------------------------- | ---------------- | ---------------- | ---------------- | ---------------- | ---------------- | ---------------- | ---------------- | ---------------- | ---------------- | ---------------- | ---------------- | ---------------- | ---------------- |
| Джерело:                                      |                  |                  |                  |                  |                  |                  |                  |                  |                  |                  |                  |                  |                  |